# سوبرينو دي بوتين

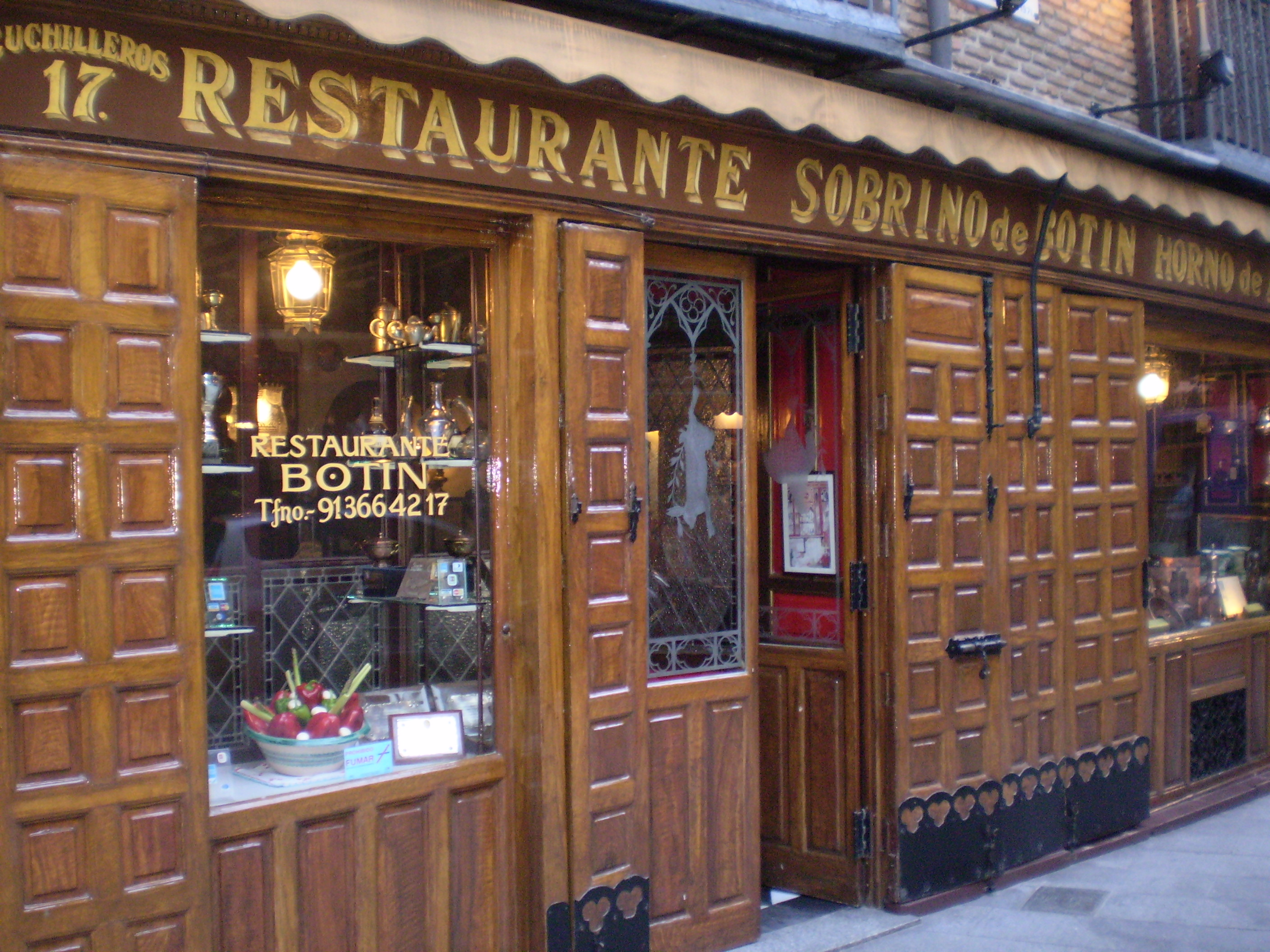
المطعم في عام 2006.

سوبرينو دي بوتين، مطعم إسباني في مدريد تأسس في عام 1725. هو أقدم مطعم في العالم ما زال يعمل حتى الآن وفقًا لكتاب غينيس للأرقام القياسية. عمل الرسام والفنان فرانسيسكو دي غويا في مقهى سوبرينو دي بوتين كنادل أثناء انتظار حصوله على قبول في الأكاديمية الملكية للفنون. يُذكر بأن تم ذكر المطعم في رواية إرنست همنغواي وكتاب فورتوناتا وخثينتا من تأليف بينيتو بيريث جالدوس (نُشر في عامي 1886-1887).

## التاريخ
تأسس المطعم في عام 1725م من قِبَل الفرنسي جان بوتن وزوجته، وكان يسمى في الأصل كازا بوتين. لقد ورثها ابن أخاه يدعى Candido Remis وقام بتغيير اسم المطعم إلى سوبرينو دي بوتين الذي يبقى حتى يومنا هذا. سوبرينو هي الكلمة الإسبانية لابن أخيه.
القبو أُنشأ في عام 1590 وهو قديم جدًا بالمقارنة مع المطعم نفسه.

## روابط خارجية
1. ↑  "Official Website of the restaurant". مؤرشف من الأصل في 2019-06-21.
2. ↑  "The World's Oldest Eatery, Casa Botin, Reigns in Spain". people.com. مؤرشف من الأصل في 2016-08-16.